# Kalundborgkrigen
Kalundborgkrigen eller Kalundborgfejden var en treårig konflikt mellem Sverige, Norge og Holsten på den ene side og en alliance bestående af Danmark, hansestæderne Lübeck, Hamborg, Rostock, Wismar, Greifswald og Stralsund på den anden. Selvom Danmark opnåede nogle sejre, endte krigen fordelagtigt for Sverige, Norge og Holsten.

## Optakt
De præcise detaljer omkring denne krig er uklare. Konflikten opstod sandsynligvis på grund af Valdemar Atterdags ambitioner om at genoprette Danmarks tidligere storhed efter sin kroning i 1340. Da han overtog tronen, var nationen i høj grad under udenlandsk kontrol, da store dele af landet var pantsat.

## Krigen

### 1341
I 1341 angreb Valdemar Atterdag Holsten og hertuginde Ingeborg, Magnus’ mor, som på dette tidspunkt opholdt sig på Kalundborg Slot på Sjælland. Valdemar blev støttet af de hanseatiske byer Lübeck, Hamborg, Rostock, Wismar, Stralsund og Greifswald, som sandsynligvis sluttede sig til Valdemar for at genoprette magtbalancen i Norden.
Magtbalancen i Norden var blevet alvorligt forstyrret af Danmarks svaghed og styrken i Magnus’ svensk-norske union. På den danske front lykkedes det tilsyneladende holstenerne at redde Kalundborg, og danskerne måtte opgive belejringen. Der blev indgået en våbenhvile omkring 22. september mellem Valdemar, Magnus og Ingeborg. Det er sandsynligt, at svenske styrker slet ikke deltog eller kun i meget begrænset omfang i kampene dette år, men en våbenhvile blev ikke desto mindre indgået mellem Valdemar og Magnus den 25. november 1341.

### 1342
I 1342 begyndte kampene igen, denne gang med aktiv svensk deltagelse. Den 26. juni udkæmpedes et slag uden for København mellem svenske og holstenske styrker på den ene side og danskere og deres hanseatiske allierede på den anden. Slaget endte med en sejr til de dansk-allierede, og 350 svenskere siges at være faldet, mens mange blev taget som fanger til Lübeck. På tidspunktet for slaget var Københavns Slot tilsyneladende i svenske hænder. Ifølge én kilde erhvervede Magnus slottet ved at betale 7.000 sølvmark til en ridder ved navn von Plessen.
Ifølge andre kilder blev hele København midlertidigt besat af Magnus Eriksson. Krigens videre forløb er også uklart; Magnus forberedte nye styrker, men i oktober erklærede de hanseatiske byer, at de var villige til at slutte fred og lade de omstridte spørgsmål afgøres ved voldgift. Dette førte til et resultatløst møde mellem Magnus og repræsentanter for de hanseatiske byer den 6. december 1342.

### 1343 og fred
Den 17. juli blev der – sandsynligvis med hertug Albrecht 2. af Mecklenburgs mellemkomst – endelig sluttet fred mellem Sverige og de hanseatiske byer. Da hanseaterne trak sig ud, var Valdemar Atterdags situation bekymrende; han stod over for en tofrontskrig mod Sverige i nord og Holsten i syd. Den 18. november blev han derfor tvunget til at indgå fred på vilkår, der var fordelagtige for Sverige. Valdemar anerkendte salget af Skåne, Blekinge og Halland fra årene 1332 og 1341. Han anerkendte også, at hele købesummen var betalt, og han frasagde sig den tilbagekøbsret, som tidligere havde eksisteret i handlen. Magnus frasagde sig samtidig alle krav vest for Sundet. Der blev også underskrevet en venskabsed mellem Valdemar og Magnus samme dag.